# Ionosférický blesk

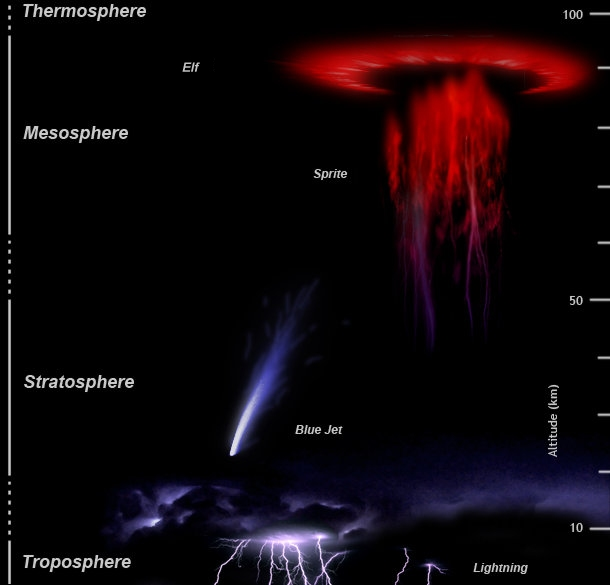
Ukázka TLE (ionosférických) blesků

Ionosférický blesk nebo nadoblačný blesk (TLE z anglického transient luminous event – přechodný světelný úkaz) jsou výrazy, které někdy používají vědci a vědečtí pracovníci, aby pojmenovali typ krátkodobých elektrických výbojů, které se vyskytují nad nadmořskou výškou normálních blesků a bouřkových mraků. Předpokládá se, že ionosférické blesky jsou elektricky přivozené formy luminózní plazmatu.

## Popis
Existuje několik typů ionosférických (nadoblačných, TLE) blesků. Nejčastějším z nich je skřítek, (angl. sprite). Skřítci jsou jasně červené blesky vyskytující se nad bouřkovou soustavou. Tzv. C-skřítci (angl. columniform sprites - sloupcoví skřítci) je označení pro vertikální sloupy červeného světla. C-skřítci jsou také někdy pojmenovávání jako mrkvoví skřítci. Dalšími typy TLE (ionosférických blesků) jsou modré výtrysky (angl. blue jets),  sprite halos, obří výtrysky (angl. gigantic jets), modré startéry (angl. blue starters) a elfové (angl. ELVES - Emission spectrum, Emission of Light - emisní spektrum, emise blesků).
Ionosférické blesky jsou druhotnými jevy, které se vyskytují v horní části atmosféry společně se základními bouřkovými blesky.
TLE blesky obecně trvají po dobu menší než je milisekunda, až po více než 2 sekundy. První videonahrávka TLE blesků byla pořízena náhodně 6. července 1989. Vědci chtěli nahrát start rakety a zamířili kameru na vzdálenou bouřku. Vědci identifikovali ionosférické blesky pouze na dvou snímcích na celém filmu. Ionosférické blesky byly zaznamenány několika optickými nahrávacími systémy, s celkovým počtem do roku 2009 odhadovaným okolo 10 000 jevů. Celosvětový počet TLE jevů, odhadovaný pozorováním pomocí satelitů (FORMOSAT-2) je několik milionů výskytů ročně.

## Historie
Ve dvacátých letech skotský fyzik C.T.R. Wilson předpovídal, že elektrický výboj by se měl vyskytovat v atmosféře vysoko nad velkými bouřkami. V následujících desetiletích, vysoko nadmořské elektrické výboje byly nahlášeny letounovými piloty a očekávány meteorology až do prvního přímého vizuálního důkazu, který byl zdokumentován roku 1989. Několik let potom, optická vyobrazení byla vědci pojmenována jako 'skřítci', aby se vyhnuli neúmyslným implikacím doposud neznámých fyzikálních jevů. Označení jako 'červení skřítci' a 'modré výtrysky' se staly populárními po videoklipu, šířeném leteckou výzkumnou kampaní pro studování skřítků v roce 1994.

## Skřítci

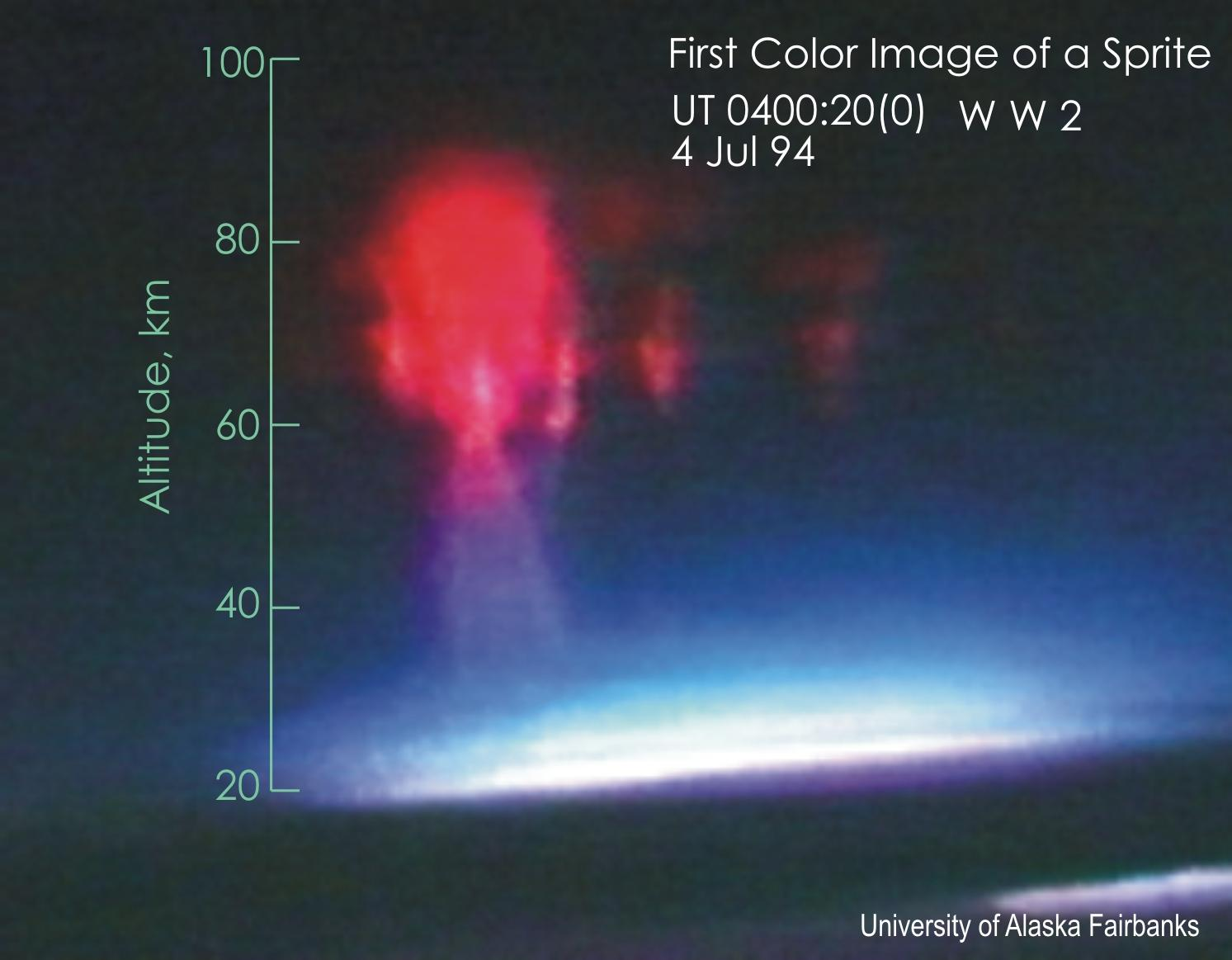
První barevný záznam skřítka, zachycený letadlem

Skřítci jsou velkoplošné elektrické výboje, vyskytující se nad bouřkovými mraky nebo oblaky typu cumulonimbus, dosahující různých tvarů. Jsou způsobeny výboji vyskytujícími se nad bouřkovými mraky velmi silných bouří. Tento jev byl pojmenován podle skřítka Pucka ve Snu noci svatojánské od Williama Shakespeara. Jejich normální barva je červeno-oranžová nebo zeleno-modrá, společně s jiskřením shora a výtrysky níže. Často se vyskytují ve skupinách, ležících 50 km až 90 km nad zemským povrchem.

## Výtrysky

### Modrý výtrysk
Modré výtrysky se liší od skřítků tím, že vybíhají shora mraku cumulonimbus nad bouřkou až do nejnižší vrstvy ionosféry 40 až 50 km nad zemí. Je známo, že červení skřítci bývají spojovány s údery blesků, zatímco u modrých výtrysků to tak není. Modré výtrysky jsou také světlejší než skřítci a jak už název vypovídá, jsou modré. První zaznamenání modrých výtrysků bylo 21. října 1989, kde byly zachyceny na černobílém videu bouřky v Austrálii. Modré výtrysky nejsou tak časté jako skřítci, do roku 2007 bylo dokonce zaznamenáno méně než 100 modrých výtrysků.

### Modrý startér

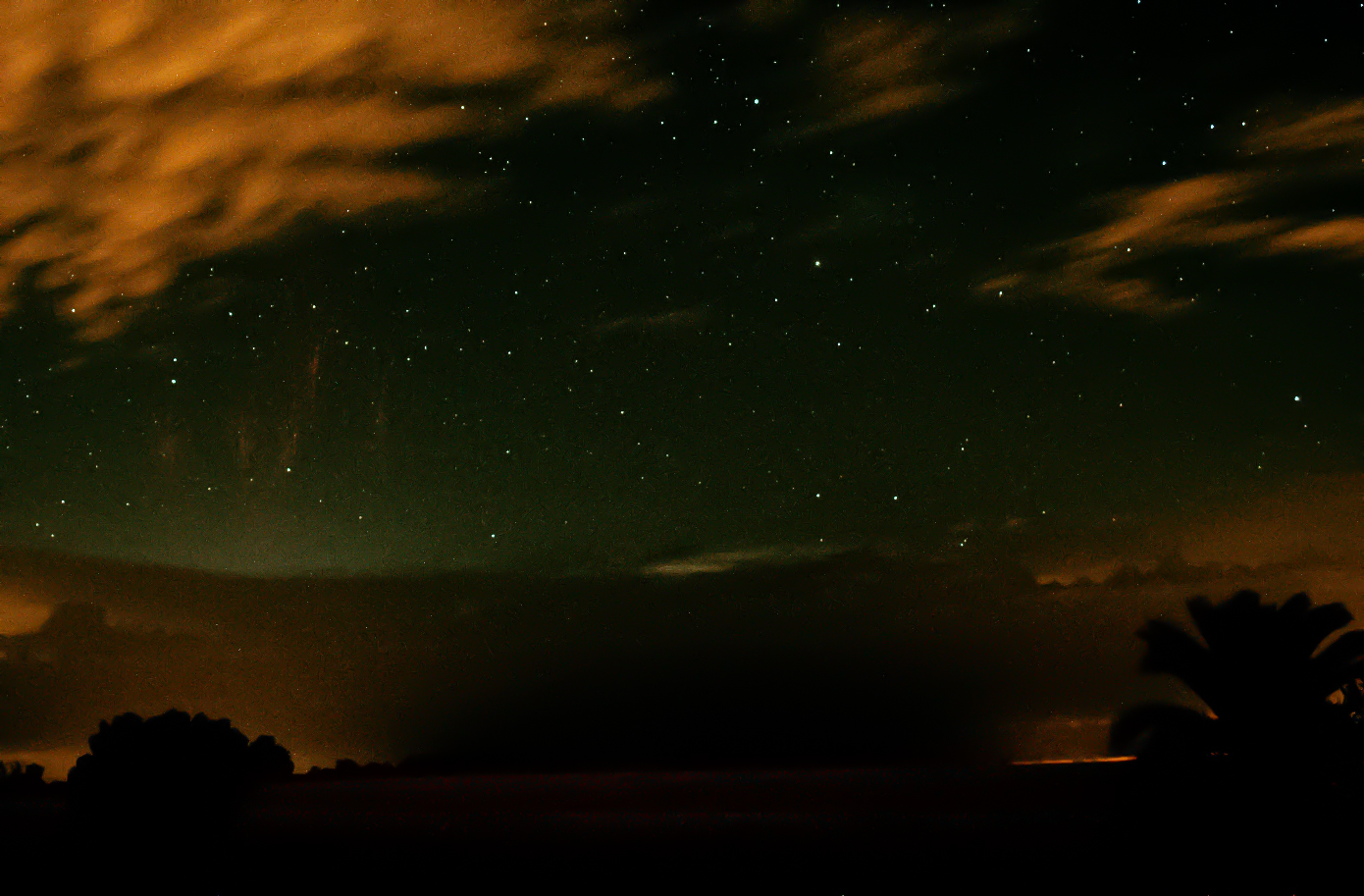
Ukázka Obrovského startéru, Argentina, 2014/02/02

Tento typ TLE blesků byl objeven během nočního výzkumného letu kolem bouřek  . Je popisován jako pohybující se světelný jev doprovázený modrými výtrysky. Avšak se zdá, že modré startéry jsou kratší a jasnější než modré výtrysky a také dosahují nadmořské výšky do pouhých 20 km.

### Obrovský výtrysk
Dne 14. září 2001 vědci z observatoře Arecibo zachytili obrovské výtrysky, které byly dříve pozorovány rozsáhlé asi 70 km (43 mi) do atmosféry. Jev se vyskytoval nad oceánem za bouřky a trval pouhou sekundu. Proud měl zpočátku rychlost asi 50 000 m/s (rychlost podobný typickému blesku), poté se zvýšila na 160 000 a pak 270 000 m/s. Ke konci se ale nerozdělil výtrysk na dvě části a vyrazil vzhůru rychlostí alespoň 2 000 000 m/s do ionosféry.
Dne 22. července 2002 bylo pozorováno pět gigantických výtrysků mezi 60 a 70 km (35 až 45 míle) v oblasti Jihočínského moře z Tchaj-wanu. Výtrysky trvaly méně než sekundu a připomínaly tvarem obří stromy a mrkev.

## Elfové (ELVES)
Elfové se často jeví jako slabé, zploštělé záře o průměru kolem 400 km, trvající průměrně jednu milisekundu. Vyskytují se v ionosféře 100 km nad zemí, hlavně po bouřce. Určení jejich barvy bylo hádankou pro vědce dlouhou dobu, ale nyní se předpokládá červený odstín. Elfové byli poprvé zaznamenáni na misi raketoplánu v oblasti Francouzské Guyany, dne 7. října 1990.

## Dále čtěte
- Eliášův oheň
- Polární záře